# Distretto di Sirkanay
Il distretto di Sirkanay è un distretto dell'Afghanistan appartenente alla provincia del Konar. Conta una popolazione di 24.080 abitanti (dato 2003).